# George Allon
George Thomas Allon (27 tháng 8 năm 1899 – 1983) là một cầu thủ bóng đá từng thi đấu ở Football League cho Coventry City và Northampton Town.